# NGC 2795
NGC 2795 ist eine elliptische Galaxie vom Hubble-Typ E im Sternbild Krebs auf der Ekliptik. Sie ist schätzungsweise 379 Millionen Lichtjahre von der Milchstraße entfernt.
Das Objekt wurde am 21. Dezember 1863 von dem deutschen Astronomen Albert Marth entdeckt.